# فرنسيس تيرني
فرنسيس تيرني (بالإنجليزية: Francis Tierney)‏ هو لاعب كرة قدم بريطاني في مركز الوسط، ولد في 10 سبتمبر 1975 في ليفربول في المملكة المتحدة. لعب مع نادي إكزتر سيتي ونادي دونكاستر روفرز ونادي كرو ألكساندرا ونوتس كاونتي.

## وصلات خارجية
- فرنسيس تيرني على موقع قاعدة بيانات كرة القدم.إي يو (الإنجليزية)
- فرنسيس تيرني على موقع Soccerbase.com (لاعب) (الإنجليزية)